# ミハイル・ロスチスラヴィチ
ミハイル・ロスチスラヴィチ（ロシア語: Михаил Ростиславич、? - 1279年）は、キエフ大公ロスチスラフ3世の子である。なお、一説によればムスチスラフ3世の孫（ムスチスラフ3世とロスチスラフ3世を親子だとみなす）にあたる。ムスチスラヴリ公：1260年 - 1278年、スモレンスク大公：1278年 - 1279年。

## 生涯
1278年、兄のグレプの死後、スモレンスク公国を継承した。ミハイルの死後、スモレンスク公位は兄弟のフョードル(ru)の手に渡ったが、スモレンスク公国は実質的にはミハイルの兄のグレプの子のアレクサンドルが掌握しており、フョードルとグレプの間で相続争いが起こることになる。

## 妻子
妻の名は不明。子には以下の人物がいる。
- アンドレイ - ヴャジマ公
- フョードル
- コンスタンチン